# Hugo Kuntzsch
Ernst Hugo Kuntzsch (* 3. August 1862 in Dresden; † 13. September 1945 ebenda) war ein deutscher Politiker (DNVP) und Abgeordneter des Sächsischen Landtages.

## Leben
Hugo Kuntzsch war der Sohn des Bäckermeisters Ernst Kuntzsch und seiner Ehefrau Emilie Kuntzsch, geborene Grosse. Von 1868 bis 1876 besuchte er die 1. Bürgerschule in Dresden, danach begann er eine Lehre bei seinem Vater, die er 1878 mit der Gesellenprüfung abschloss. Von 1879 bis 1880 war er in Wien tätig, danach bis 1890 in der väterlichen Bäckerei. Seine Militärdienstzeit leistete Kuntzsch beim Leibgrenadier-Regiment 100 in Dresden von 1882 bis 1884 ab, seine Entlassung erfolgte als Reserve-Unteroffizier. Im Jahr 1890 übernahm er das väterliche Geschäft, das er 1919 verpachtete. Seit 1893 war Kuntzsch Mitglied im Vorstand der Dresdner Bäckerinnung, 1898 wurde er geschäftsführender Vorstand des Sächsischen Bäckerverbandes, 1910 stellvertretender Obermeister und von 1914 bis 1933 war er Obermeister der Dresdner Bäckerinnung. 1916 erfolgte seine Wahl zum Vorsitzenden des Innungsausschusses und 1919 zum Vorsitzenden des Landesausschusses des Sächsischen Bäckerhandwerks. 1913 wurde er Vorsitzender des Sächsischen Bäckerverbandes. Darüber hinaus war er zahlreichen in wirtschaftlichen, finanziellen und sozialen Selbsthilfeorganisationen von Handwerk und Gewerbe tätig. Im Jahr 1925 erfolgte seine Ernennung zum Ehrenmeister des sächsischen Handwerks.

## Politik
Im Jahr 1907 wurde Kuntzsch zum Mitglied des Dresdner Stadtverordnetenkollegiums gewählt, dem er bis zum 30. Januar 1933 und danach wieder von April 1933 bis Januar 1935 angehörte, überwiegend für die Fraktion Handel, Handwerk und Gewerbe, 1933 kurzzeitig als Gast der DNVP-Fraktion und später als Gast der NSDAP-Fraktion. Im Stadtverordnetenkollegium war er von 1924 bis 1926 als Schriftführer, von 1927 bis 1930 als Beisitzer im Vorstand und von 1931 bis 1932 als Dritter Vorsteher tätig. Er gehörte zahlreichen Aufsichtsgremien kommunaler Unternehmen an. Vom 30. Januar bis zum 25. April 1933 war er ehrenamtliches Mitglied des Dresdner Stadtrates.
Von 1920 bis 1929 gehörte Kuntzsch für die Deutschnationale Volkspartei dem Sächsischen Landtag an.